# Kozinka
Kozinka (en rus: Козинка) és un poble (un khútor) del krai de Stàvropol, a Rússia, que en el cens del 2010 tenia 39 habitants. Pertany al districte rural de Petrovski.